# Chaetonotus mutinensis
Chaetonotus mutinensis är en djurart som tillhör fylumet bukhårsdjur, och som beskrevs av Francesco Balsamo 1978. Chaetonotus mutinensis ingår i släktet Chaetonotus och familjen Chaetonotidae. Inga underarter finns listade i Catalogue of Life.